# Ecclinusa ulei
Ecclinusa ulei là một loài thực vật có hoa trong họ Hồng xiêm. Loài này được (K.Krause) Gilly ex Cronquist mô tả khoa học đầu tiên năm 1946.